# Trnovec, Rečica ob Savinji
Trnovec je naselje v Občini Rečica ob Savinji.